# Lallaing
 Lallaing  es una población y comuna francesa, en la región de Norte-Paso de Calais, departamento de Norte, en el distrito de Douai y cantón de Douai-Nord.

## Demografía
| 7647 | 8813 | 8399 | 8174 | 8001 | 6999 |
| Para los censos de 1962 a 1999 la población legal corresponde a la población sin duplicidades (Fuente: INSEE [Consultar]) |      |      |      |      |      |